# Estero Maitenlahue
Estero Maitenlahue är ett vattendrag i Chile.   Det ligger i regionen Región de Valparaíso, i den södra delen av landet, 120 km väster om huvudstaden Santiago de Chile.
Trakten runt Estero Maitenlahue består i huvudsak av gräsmarker. Runt Estero Maitenlahue är det glesbefolkat, med 13 invånare per kvadratkilometer.